# Krzyż Jubileuszowy Dworski
Krzyż Jubileuszowy Dworski (niem. Jubiläums-Hofkreuz, węg. Udvari Jubileumi Kereszt) – austro-węgierskie odznaczenie.

## Historia
Krzyż ten został ustanowiony z okazji 60. rocznicy objęcia tronu cesarza przez Franciszka Józefa I w 1908 i był przeznaczony do wyróżniania dworzan będących obywatelami Austro-Węgier. Inne wersje odznaczenia powstały dla niezatrudnionych na dworze osób: Krzyż Jubileuszowy Wojskowy i Krzyż Jubileuszowy dla Cywilnych Funkcjonariuszów Państwowych, które między sobą i wersją dworską różniły się tylko wstążkami: cywilny noszony był na wstążce czerwonej, wojskowy na białej z czerwonymi paskami, a dworski odwrotnie – na czerwonej z białymi paskami.